# 网叶木蓝
网叶木蓝（学名：Indigofera reticulata）为豆科木蓝属下的一个种。

## 扩展阅读
- 維基物種上的相關：网叶木蓝